# 网婚
網婚是一種常見於大型多人線上角色扮演遊戲的設計，是指兩個玩家在遊戲中的虛擬人物相互結婚。遊戲可能會模擬一個類似於婚禮的場景，並提供禮服、戒指等物品，亦會讓雙方玩家享有特殊福利。
網婚並不代表兩個玩家之間存在婚姻或愛情關係，亦沒有法律效力。